# تشنيتو رومانو
تشنيتو رومانو هي بلدة تقع في العاصمة روما في إيطاليا.

## السكان
في سنة 1871 بلغ عدد السكان 1٬249 نسمة، وتطور العدد ليصل في سنة 2011 لـ 641 نسمة.
يظهر هذا المخطط البياني تطور النمو السكاني لـ تشنيتو رومانو

## هوامش
1. 1 2   https://www.facebook.com/antiquariumcineto/posts/da-scarpa-a-cineto-romano-il-borgo-di-scarpa-castrum-scarpae-sorse-sul-colle-pes/262249917736804/. اطلع عليه بتاريخ 2022-11-10. {{استشهاد ويب}}: |url= بحاجة لعنوان (مساعدة) والوسيط |title= غير موجود أو فارغ (من ويكي بيانات) (مساعدة)
2. ↑  "Superficie di Comuni Province e Regioni italiane al 9 ottobre 2011" (بالإيطالية). Istituto nazionale di statistica. Retrieved 2019-03-16.
3. ↑   https://demo.istat.it/?l=it. {{استشهاد ويب}}: |url= بحاجة لعنوان (مساعدة) والوسيط |title= غير موجود أو فارغ (من ويكي بيانات) (مساعدة)
4. ↑  GeoNames (بالإنجليزية), 2005, QID:Q830106
5. ↑  بيانات من موقع ISTAT - Istituto nazionale di statistica (ISTAT);  اطلع عليه بتاريخ 28-12-2012. "نسخة مؤرشفة". مؤرشف من الأصل في 2019-08-03. اطلع عليه بتاريخ 2020-02-05.{{استشهاد ويب}}:  صيانة الاستشهاد: BOT: original URL status unknown (link)